# هارالد کوهر
هارالد کوهر (انگلیسی: Harald Kohr؛ زادهٔ ۱۴ مارس ۱۹۶۲) بازیکن فوتبال اهل آلمان است.
از باشگاه‌هایی که در آن بازی کرده‌است می‌توان به باشگاه فوتبال گراس‌هاپر زوریخ، باشگاه فوتبال اشتوتگارت، و باشگاه فوتبال کایزرسلاوترن اشاره کرد.